# Inigo Campioni
Inigo Campioni (Viareggio, 14 november 1878 - Parma, 24 mei 1944) was een Italiaanse Vice-Admiraal (Ammiraglio di Squadra) in de Regia Marina tijdens de Tweede Wereldoorlog. Hij diende in vier oorlogen. Hij werd later door de Italiaanse Sociale Republiek geëxecuteerd, omdat hij niet wou collaboreren.

## Leven
Campioni werd geboren op 14 november 1878 in Viareggio. Campioni studeerde aan de marine-academie in Livorno. In 1896 studeerde hij af en werd bevorderd tot  Guardiamarina (luitenant-ter-zee). Hij nam als Tenente di Vascello (luitenant ter zee 2e klasse oudste categorie) aan de Italiaans-Turkse Oorlog deel.

### Eerste Wereldoorlog
Tijdens de Eerste Wereldoorlog diende Campioni op de slagschepen Conte di Cavour en Andrea Doria. Hij werd in 1916 tot Capitano di Corvetta (korvetkapitein) bevorderd. Hij werd meteen de commandant van de torpedobootjager Ardito, onder zijn commando escorteerde de Ardito talrijke konvooien en hij onderscheidde zich tijdens een marine confrontatie in de noordelijke Adriatische Zee in september 1917. Voor een latere actie, werd Campioni onderscheiden met de Bronzen medaille voor Dapperheid. In december 1918, net na het einde van de oorlog, werd hij onderscheiden met de Croce al Merito di Guerra.

### Interbellum
Na de Eerste Wereldoorlog, werd Campioni in 1919 tot Capitano di Fregata (fregatkapitein) en in 1926 tot Capitano di Vascello (kapitein-ter-zee)  bevorderd.
Tijdens de interbellum leidde hij het ontwerpprogramma in de wapenfabriek in La Spezia. Hij werd ook tot marine attaché in Parijs benoemd. In 1929 voerde hij het commando over het slagschip Caio Duilio. Na de commando-overdracht van de Caio Duilio werd hij stafchef van het 1ª Squadra navale. Van mei 1930 tot mei 1931 diende hij als commandant van de zware kruiser Trento.
In 1932 bereikte Campioni de rang van vlagofficier, na zijn bevordering tot Contrammiraglio (commandeur). In 1934 werd hij tot Ammiraglio di Divisione (schout-bij-nacht) bevorderd. Hij bekleedde de functie van Capo di Gabinetto del Ministro della Marina (hoofd van het kabinet van de marine), voordat hij het commando over de 5ª Divisione navale ging voeren tijdens de Tweede Italiaans-Ethiopische Oorlog.
Campioni werd op 17 september 1936 tot Ammiraglio di Squadra (viceadmiraal) bevorderd, en bekleedde vanaf 20 januari 1938 de functie van plaatsvervangend stafchef van de marine. Hij stond in hoog aanzien als de meest belovende officier in de Regia Marina. Campioni werd de commandant van het 1ª Squadra navale de Italiaanse gevechtsvloot in 1939, met het slagschip Giulio Cesare als zijn vlaggenschip. in hetzelfde jaar werd hij ook tot senator van het Koninkrijk Italië benoemd.

## Tweede Wereldoorlog

### Middellandse Zeetheater
Nadat Italië op 10 juni 1940 aan de Tweede Wereldoorlog deelnam, voerde Campioni in de begin maanden van de slag om de Middellandse Zee de Italiaanse gevechtsvloot tegen de Britten, tijdens de slag bij Punta Stilo, slag van Tarente, operatie White en slag bij Kaap Spartivento aan. Zwaar bekritiseerd voor het niet onderscheppen van twee Britse konvooien en het te voorzichtig optreden met een superieure macht tijdens het laatste gevecht, hadden tot gevolg dat hij op 8 december 1940 ontheven werd van zijn commando, en door Angelo Iachino opgevolgd. Campioni keerde weer terug als plaatsvervangend stafchef van de marine. Hij werd echter toch tot commandeur in de Militaire Orde van Savoye
onderscheiden, voor zijn prestaties tussen juni 1940 tot juli 1941.
Op15 juli 1941 werd Campioni tot gouverneur van de Dodekanesos en commandant van alle As-strijdkrachten opererend in dat gebied benoemd. In november 1941, bereikte Campioni zijn pensioengerechtigde leeftijd, en werd overgeplaatst naar de marine hulptroepen. Hoewel hij als gouverneur en commandant in actieve dienst bleef.

### Dodekanesos campagne
Campioni was in zijn hoofdkwartier op het eiland Rodos toen de wapenstilstand tussen Italië en de geallieerden op 8 september 1943 afgekondigd werd. Hij weigerde om te collaboreren met de Asmogendheden, en overzag het Italiaanse bewapende verzet tegen de Duitse bezetting van de Dodekanesos, die na de wapenstilstand volgde. Op 11 september 1943 gaf het Italiaanse garnizoen op Rodos zich over aan de Duitsers, die namen Campioni gevangen.

### Gevangenschap en executie
Campioni werd door Duitser in een krijgsgevangenenkamp (Offizierlager) Oflag XXI A Schokken (Skoki) in Polen tot januari 1944 vastgehouden, waarna hij werd overgedragen aan de Italiaanse Sociale Republiek in Noord-Italië, en in Verona gevangengehouden werd. Hij werd in Parma voor landverraad berecht, en schuldig bevonden, hij werd op 24 mei 1944 geëxecuteerd. Zijn laatste woorden waren: “Auguriamoci che questa nostra Italia ritorni unita e bella come prima. Viva l’Italia!" (vrij vertaald: "Laten we hopen dat dit Italië van ons verenigd en mooi zal terugkeren als voorheen. Lang leve Italië!"

## Familie
Campioni was verloofd, maar dit huwelijk ging niet door. Verder is er over zijn privé-leven weinig bekend.

## Militaire carrière
- Academie van de Marine in Livorno: 7 november 1893[9][3]
- Luitenant-ter-zee (Guardiamarina): 1898[3][6]
- Luitenant ter zee 2e klasse oudste categorie (Tenente di Vascello):[6] 1905[3][8]
- Korvetkapitein (Capitano di Corvetta): 1916[3][8]
- Fregatkapitein (Capitano di Fregata): 1919[3]
- Kapitein-ter-zee (Capitano di Vascello): 1926[3]
- Commandeur (Contrammiraglio): 1932[3]
- Schout-bij-nacht (Ammiraglio di Divisione): 1934[3][4]
- Viceadmiraal (Ammiraglio di Squadra): 17 september 1936[9][3][5][4]

## Onderscheidingen
Selectie:
- Gouden medaille voor Dapperheid[5][6] op 9 november 1947[11](Postuum)
- Bronzen medaille voor Dapperheid[8][6][9] in december 1917
- Orde van Sint-Mauritius en Sint-Lazarus
  - Grootofficier op 14 januari 1938[9]
  - Commandeur op 21 juni 1934[9]
  - Officier op 27 juli 1920[9]
  - Ridder[6] op 3 april 1913[9]
- Orde van de Italiaanse Kroon
  - Grootofficier op 24 oktober 1939[9]
  - Commandeur op 13 april 1921[9]
  - Officier op 14 december 1919[9]
  - Ridder op 15 september 1907[9]
- Militaire Orde van Savoye
  - Commandeur[6] op 12 januari 1942[11]
- Medaille Mauritius voor 10 jaar Militaire Dienst (Medaglia mauriziana al merito militare di dieci lustri) (2)[9]
- Herinneringsmedaille van de Italiaans-Turkse Oorlog 1911-1912[9]
- Herinneringsmedaille van de Eenwording van Italië[9]
- Herinneringsmedaille van de Italiaans-Oostenrijkse Oorlog 1915-1918 (4 jaar campagne)[9]
- Overwinningsmedaille (Italië)[9]